# Mistrzostwa Polski Juniorów w Wędkarstwie Muchowym (2016)
XVII Mistrzostwa Polski Juniorów w Wędkarstwie Muchowym – mistrzostwa Polski w wędkarstwie muchowym juniorów, które odbyły się w dniach 9-11 października 2016 na rzece Łupawie (baza zawodów mieściła się w Ustce).

## Informacje ogólne
W imprezie udział wzięło 25 zawodników, którzy łowili ryby na odcinku od elektrowni w Drzeżewie do zawalonego mostu w Zgojewie. Zawody odbywały się równolegle z XXXIX Mistrzostwami Polski w Wędkarstwie Muchowym (seniorów).

## Wyniki
Wyniki indywidualne:
- 1. miejsce: Szymon Konieczny, WKS Krosno,
- 2. miejsce: Filip Kuraś, WKS Kraków, Sekcja Myślenice,
- 3. miejsce: Kacper Kandziora, WKS Katowice[1].